# Oh Woman, Oh Why
"Oh Woman, Oh Why" é uma canção composta por Paul McCartney e lançada como single em 1971. Acompanhou "Another Day", primeiro lançamento em single da carreira de McCartney. Alcançou a segunda posição nas paradas britânicas e a quinta nas paradas dos Estados Unidos.
A música não foi lançada posteriormente, seja em qualquer registro solo de Paul ou da banda Wings, embora algumas edições deluxe da remasterização de 2012 do álbum Ram a tem dentre a lista de faixas.